# Arecoideae
Sous-famille
Les Arecoideae sont une sous-famille de palmiers (famille des Arecaceae).

## Liste des genres
Selon NCBI (27 févr. 2011) :
- tribu des Areceae
  - sous-tribu des Archontophoenicinae
    - genre Actinokentia
    - genre Actinorhytis
    - genre Archontophoenix
    - genre Chambeyronia
    - genre Kentiopsis

  - sous-tribu des Arecinae
    - genre Areca
    - genre Nenga
    - genre Pinanga

  - sous-tribu des Basseliniinae
    - genre Alloschmidia
    - genre Basselinia
    - genre Burretiokentia
    - genre Campecarpus
    - genre Cyphophoenix
    - genre Cyphosperma
    - genre Physokentia
    - genre Veillonia

  - sous-tribu des Carpoxylinae
    - genre Carpoxylon
    - genre Neoveitchia
    - genre Satakentia

  - sous-tribu des Clinospermatinae
    - genre Brongniartikentia
    - genre Clinosperma
    - genre Cyphokentia
    - genre Lavoixia
    - genre Moratia

  - sous-tribu des Dypsidinae
    - genre Dypsis
    - genre Lemurophoenix
    - genre Marojejya
    - genre Masoala

  - sous-tribu des Linospadicinae
    - genre Calyptrocalyx
    - genre Howea
    - genre Laccospadix
    - genre Linospadix

  - sous-tribu des Oncospermatinae
    - genre Acanthophoenix
    - genre Deckenia
    - genre Oncosperma
    - genre Tectiphiala

  - sous-tribu des Ptychospermatinae
    - genre Adonidia
    - genre Balaka
    - genre Brassiophoenix
    - genre Carpentaria
    - genre Drymophloeus
    - genre Normanbya
    - genre Ponapea
    - genre Ptychococcus
    - genre Ptychosperma
    - genre Veitchia
    - genre Wodyetia
    - genre Jailoloa
    - genre Manjekia
    - genre Wallaceodoxa

  - sous-tribu des Rhopalostylidinae
    - genre Hedyscepe
    - genre Rhopalostylis

  - sous-tribu des Verschaffeltiinae
    - genre Nephrosperma
    - genre Phoenicophorium
    - genre Roscheria
    - genre Verschaffeltia

  - Areceae incertae sedis
    - genre Bentinckia
    - genre Clinostigma
    - genre Cyrtostachys
    - genre Dictyosperma
    - genre Dransfieldia
    - genre Heterospathe
    - genre Hydriastele
    - genre Iguanura
    - genre Lepidorrhachis
    - genre Loxococcus
    - genre Rhopaloblaste
- tribu des Chamaedoreeae
  - genre Chamaedorea
  - genre Gaussia
  - genre Hyophorbe
  - genre Synechanthus
  - genre Wendlandiella
- tribu des Cocoseae
  - sous-tribu des Attaleinae
    - genre Allagoptera
    - genre Attalea
    - genre Beccariophoenix
    - genre Butia
    - genre Cocos
    - genre Jubaea
    - genre Jubaeopsis
    - genre Lytocaryum
    - genre Orbignya
    - genre Parajubaea
    - genre Polyandrococos
    - genre Syagrus
    - genre Voanioala

  - sous-tribu des Bactridinae
    - genre Acrocomia
    - genre Aiphanes
    - genre Astrocaryum
    - genre Bactris
    - genre Desmoncus
    - genre Gastrococos

  - sous-tribu des Elaeidinae
    - genre Barcella
    - genre Elaeis
- tribu des Euterpeae
  - genre Euterpe
  - genre Hyospathe
  - genre Neonicholsonia
  - genre Oenocarpus
  - genre Prestoea
- tribu des Geonomateae
  - genre Asterogyne
  - genre Calyptrogyne
  - genre Calyptronoma
  - genre Geonoma
  - genre Pholidostachys
  - genre Welfia
- tribu des Iriarteeae
  - genre Dictyocaryum
  - genre Iriartea
  - genre Iriartella
  - genre Socratea
  - genre Wettinia
- tribu des Leopoldinieae
  - genre Leopoldinia
- tribu des Manicarieae
  - genre Manicaria
- tribu des Oranieae
  - genre Orania
- tribu des Pelagodoxeae
  - genre Pelagodoxa
  - genre Sommieria
- tribu des Podococceae
  - genre Podococcus
- tribu des Reinhardtieae
  - genre Reinhardtia
- tribu des Roystoneeae
  - genre Roystonea
- tribu des Sclerospermeae
  - genre Sclerosperma

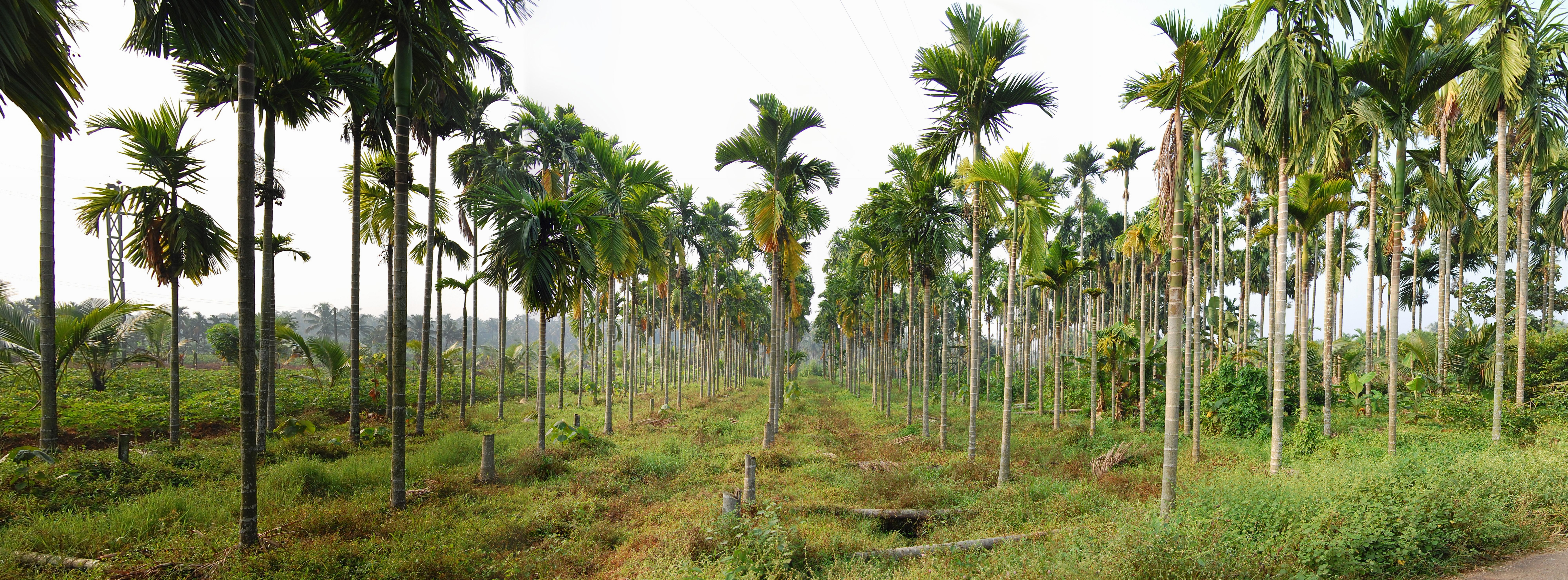
Areca catechu, une Areceae
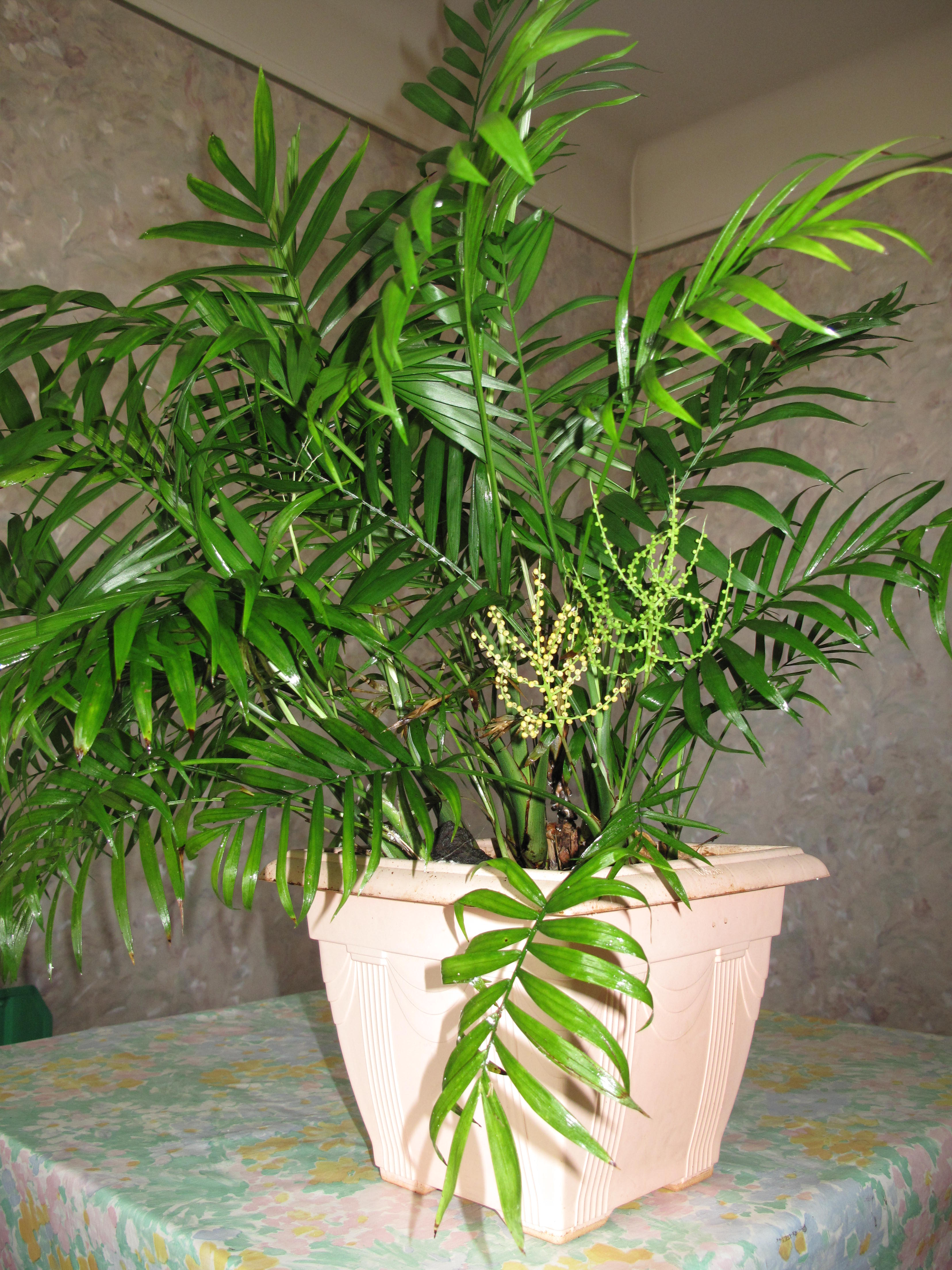
Chamaedorea elegans, une Chamaedoreeae
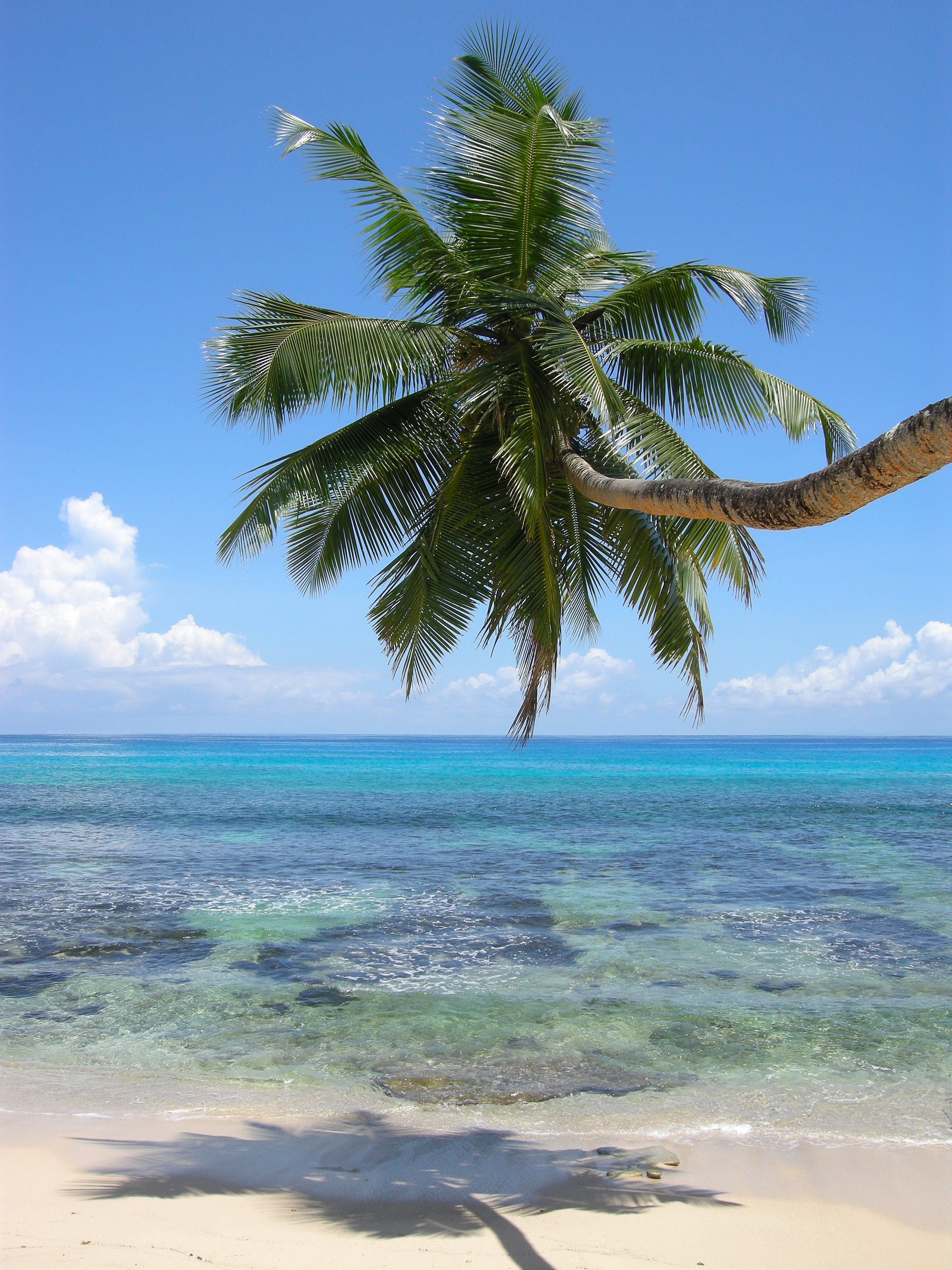
Cocos nucifera, une Cocoseae
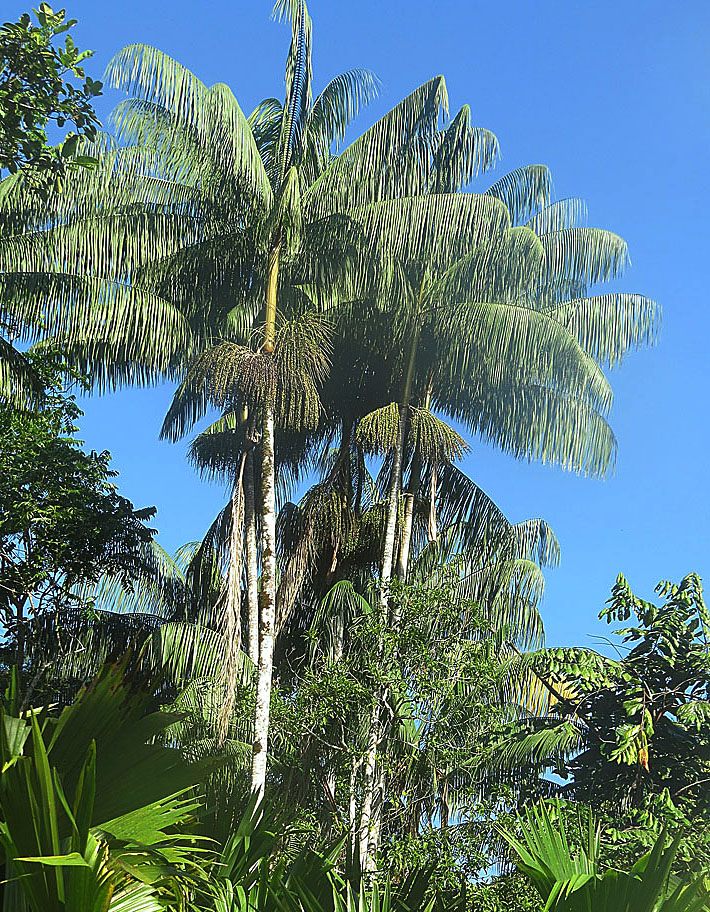
Euterpe precatoria, une Euterpeae
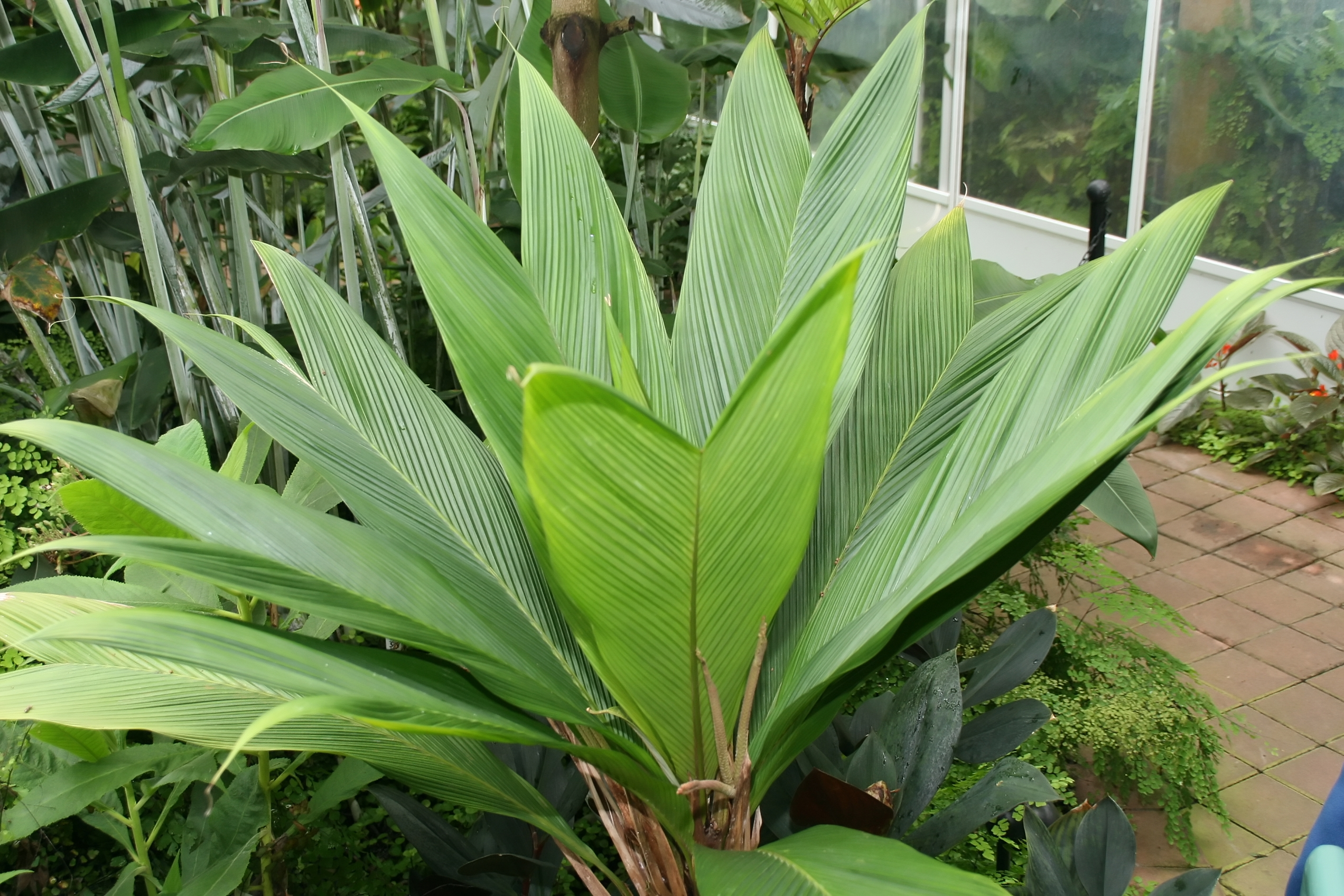
Asterogyne martiana, une Geonomateae
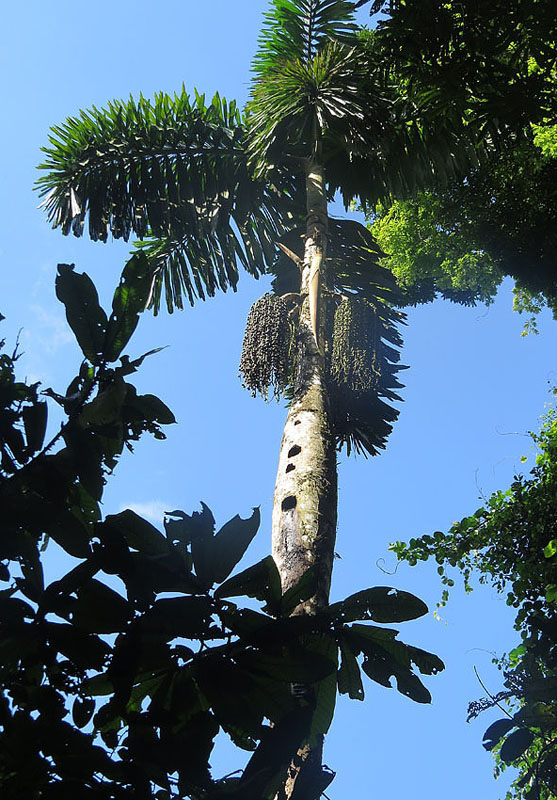
Iriartea deltoidea, une Iriarteeae
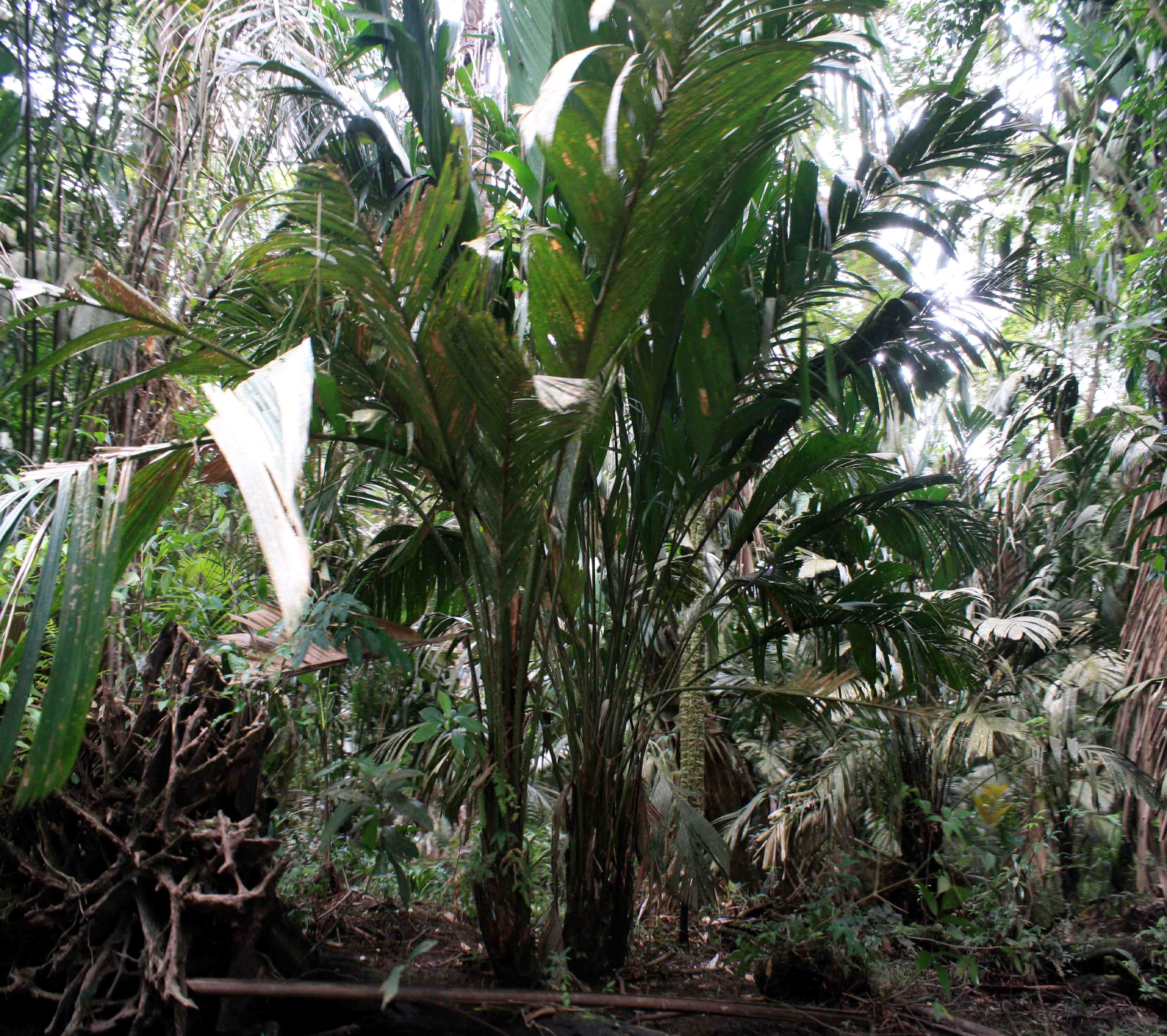
Manicaria saccifera, une Manicarieae
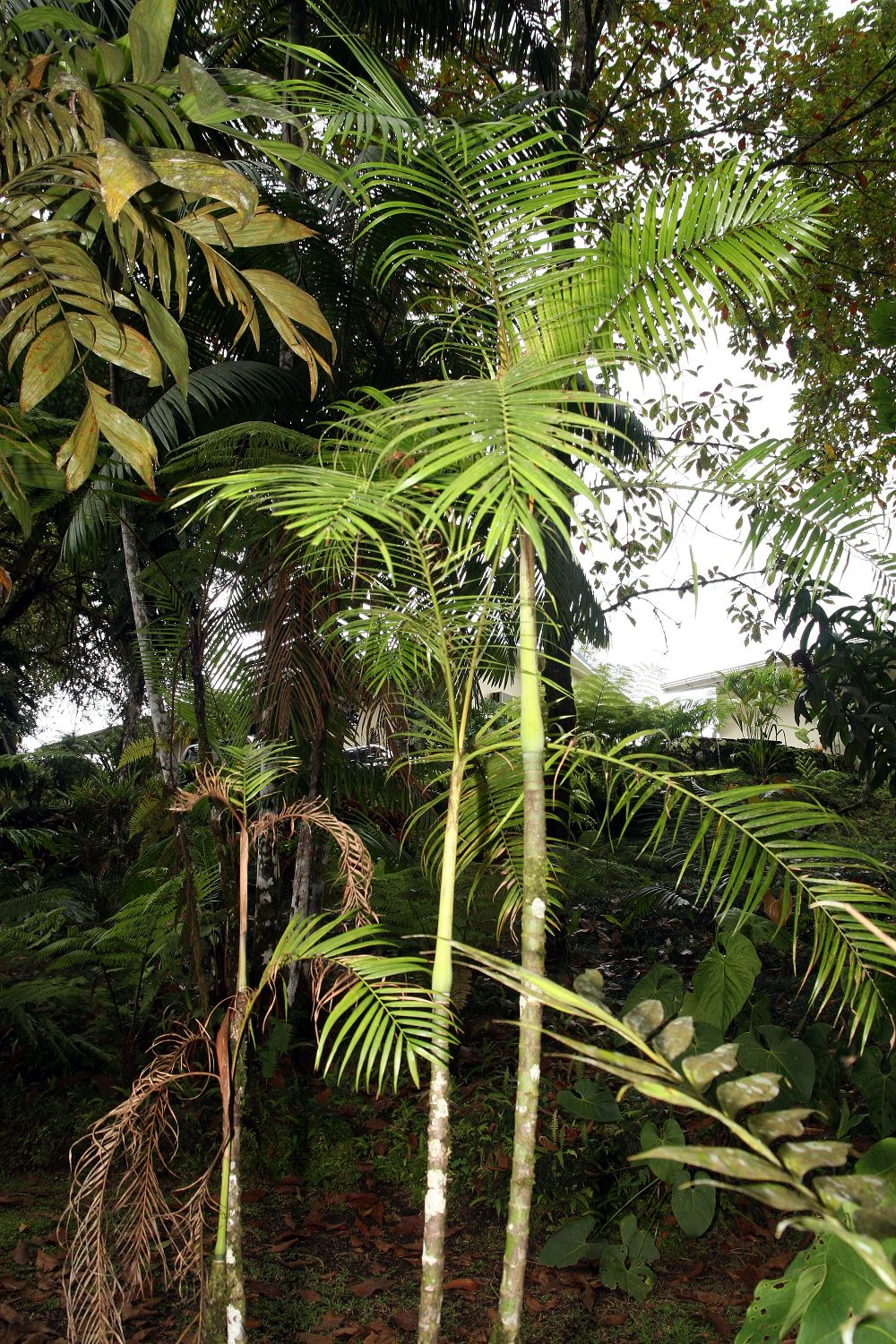
Orania cordata, une Oranieae
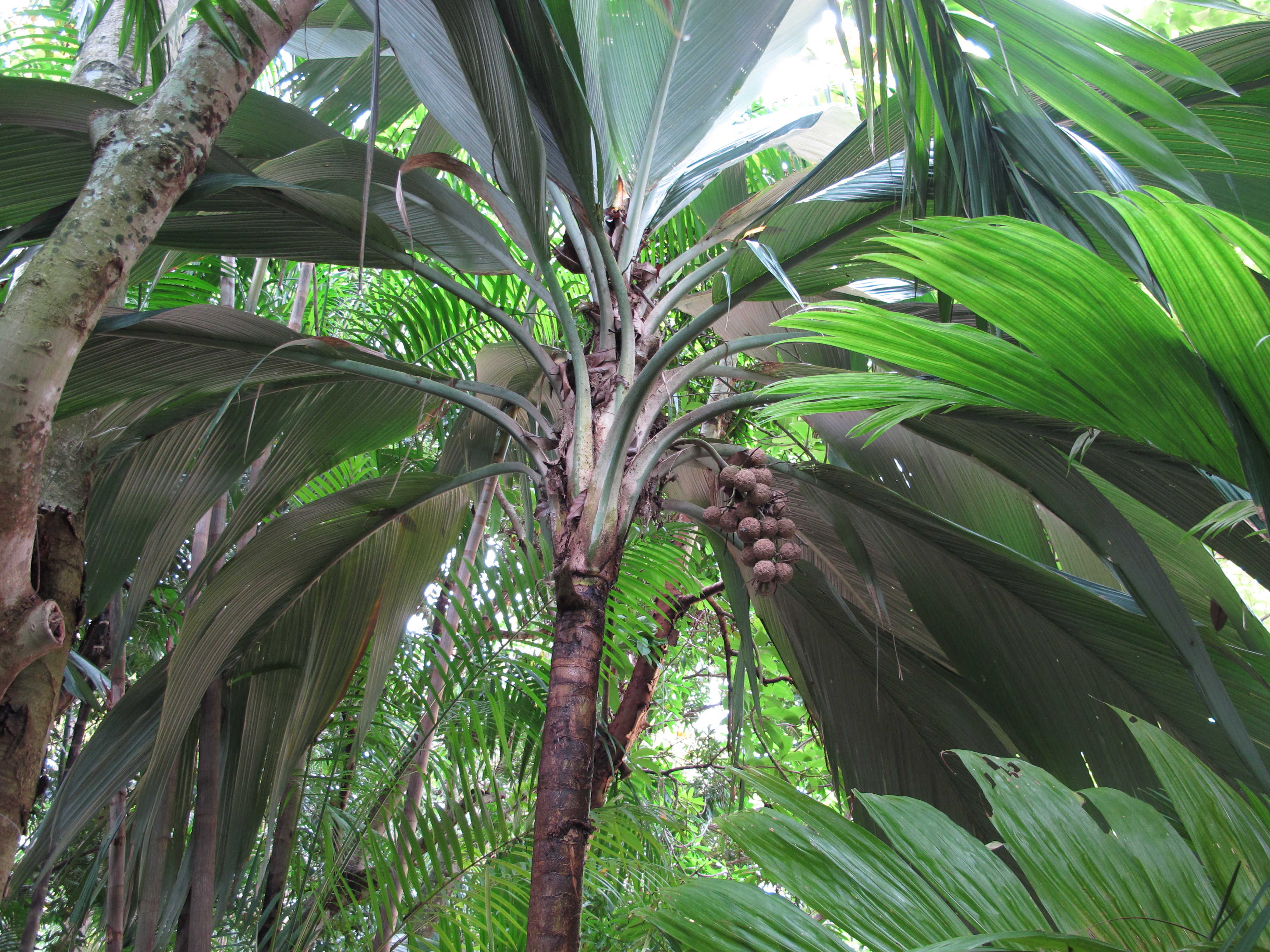
Pelagodoxa henryana, une Pelagodoxeae
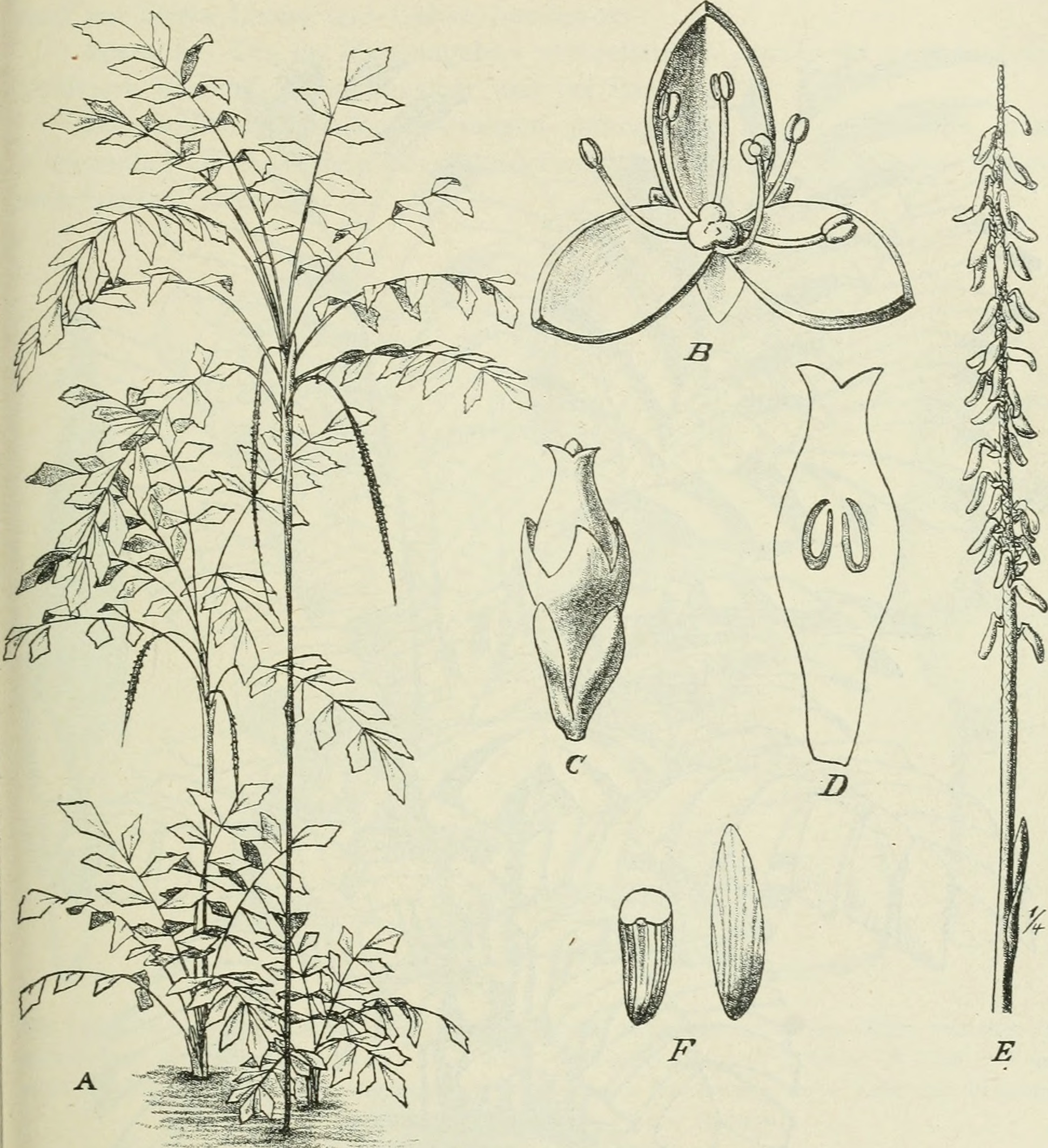
Podococcus barteri, une Podococceae
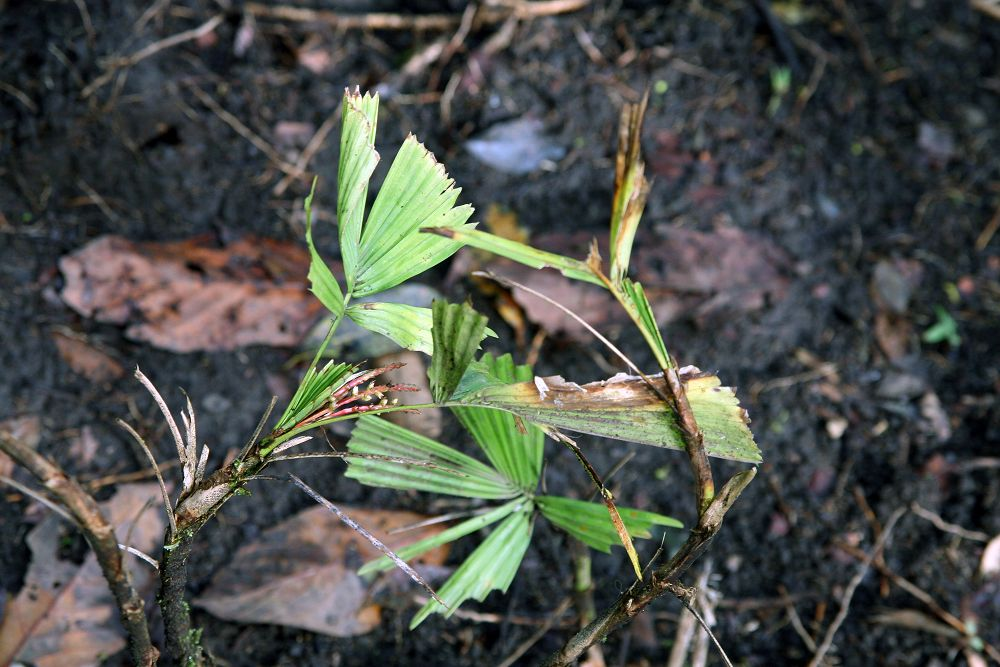
Reinhardtia gracilis, une Reinhardtieae
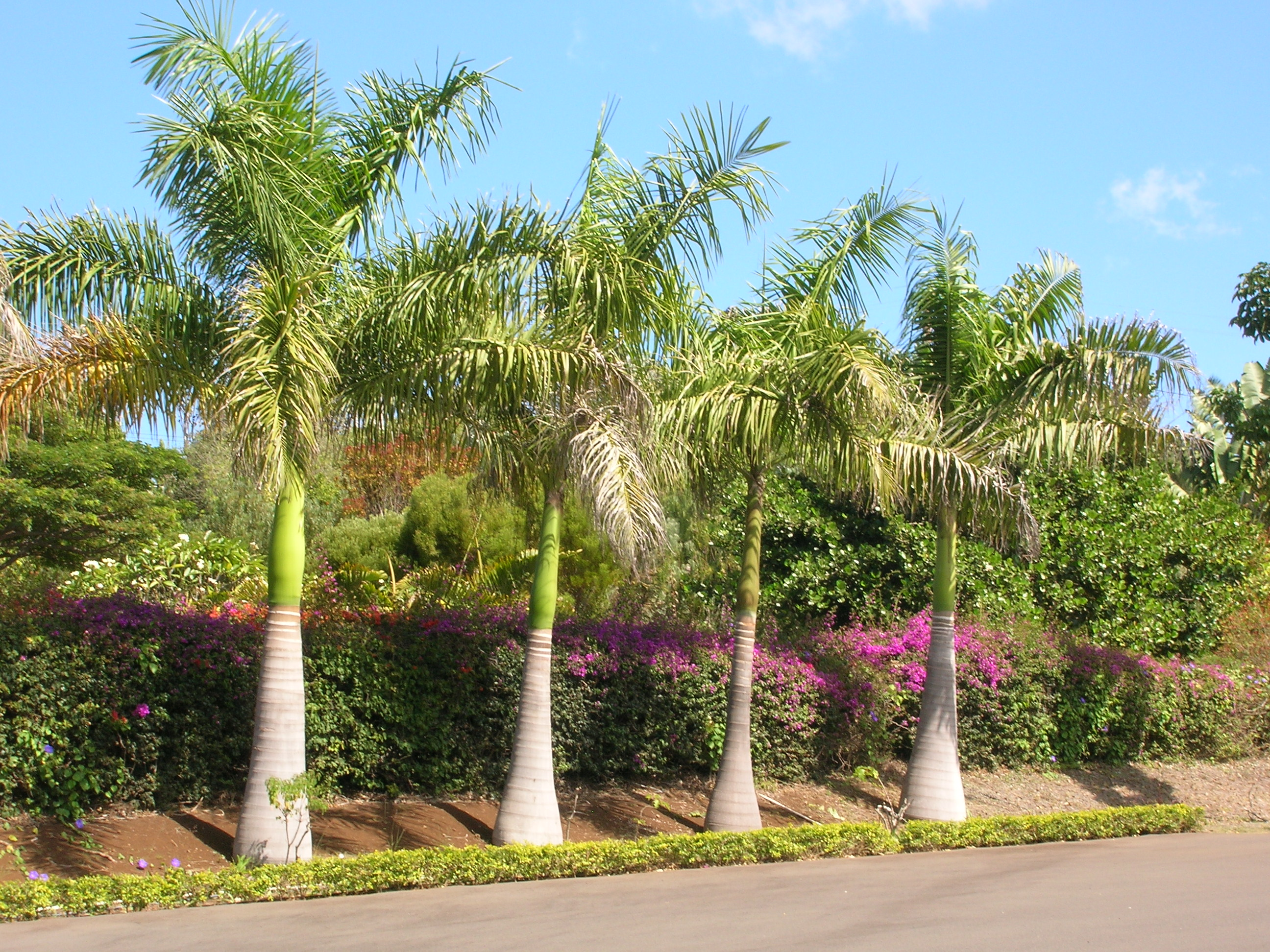
Roystonea regia, une Roystoneeae